# Dom im. Józefa Piłsudskiego w Krakowie

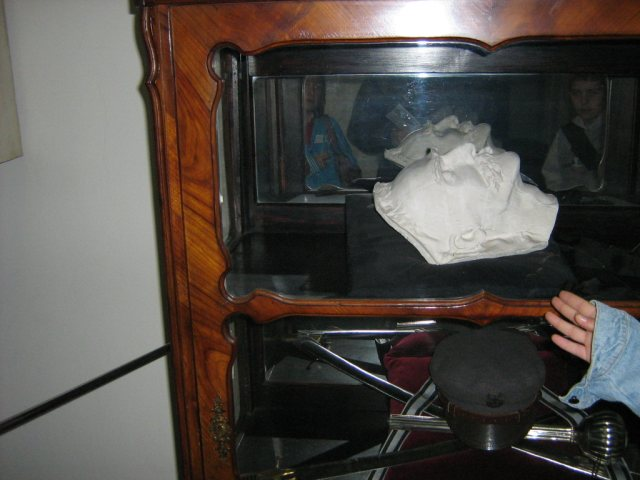
Dom im. Józefa Piłsudskiego – maska pośmiertna Marszałka.

Oleandry - Dom im. Józefa Piłsudskiego – zabytkowy budynek znajdujący się w Krakowie, w dzielnicy V przy alei 3 Maja 7, na rogu z ulicą Oleandry 2, na Czarnej Wsi. Stoi w miejscu, z którego w 1914 roku wyruszyła Pierwsza Kompania Kadrowa kierując się na terytorium zaboru rosyjskiego. Obecnie mieszczą się tu: Komenda Naczelna Związku Legionistów Polskich, Komenda Główna Federacji Polskich Związków Obrońców Ojczyzny oraz Archiwum Czynu Niepodległościowego. Wcześniej znajdowało się również Muzeum Czynu Niepodległościowego.

## Historia
Decyzję o budowie Domu podjęli obecni na I Zjeździe Związku Legionistów Polskich dawni Legioniści. Teren na którym stoi budynek został przekazany na rzecz Związku uchwałą władz Krakowa z dnia 23 grudnia 1927 roku. Rok później, w rocznicę odzyskania niepodległości, nastąpiło poświęcenie kamienia węgielnego. Dokonał tego Metropolita Krakowski, abp książę Adam Sapieha, w obecności władz wojskowych, państwowych oraz samorządowych. Modernistyczny projekt budynku jest autorstwa prof. arch. Adolfa Szyszko-Bohusza i Stefana Strojka.
5 sierpnia 1934 roku uroczyście otwarto pierwszą, południowo-wschodnią, część budynku, wybudowaną z funduszy Związku Legionistów Polskich. W 1936 roku otwarto pierwszą wystawę pamiątek w Sali Kadrówki, natomiast w Sali Honorowej wyeksponowano urny, z których ziemia została złożona w Kopcu Józefa Piłsudskiego na Sowińcu.
Wybuch II wojny światowej oraz czasowa delegalizacja związku dokonana przez Generalnego Gubernatora a później władze Polski Ludowej uniemożliwiły dokończenie budowy Domu w takiej formie, jaka założona została w projekcie.
W okresie okupacji hitlerowskiej znajdowała się tu siedziba Dowództwa SS i Policji.
21 czerwca 1990 budynek został wpisany do rejestru zabytków. Znajduje się także w gminnej ewidencji zabytków.